# 塞阿拉州
塞阿拉州（[seaˈɾa] ⓘ）是巴西26州之一， 位于在巴西东北，首府福塔莱萨。北部是沙质沿海平原，南部是巴西高原东北坡的山地。